# Corrigan Lake, Thunder Bay District
Corrigan Lake är en sjö i Kanada.   Den ligger i Thunder Bay District och provinsen Ontario, i den sydöstra delen av landet, 1 000 km nordväst om huvudstaden Ottawa. Corrigan Lake ligger 318 meter över havet. Arean är 0,29 kvadratkilometer. Den sträcker sig 0,6 kilometer i nord-sydlig riktning, och 1,7 kilometer i öst-västlig riktning.
I omgivningarna runt Corrigan Lake växer i huvudsak blandskog. Trakten runt Corrigan Lake är nära nog obefolkad, med mindre än två invånare per kvadratkilometer.